# Vivian Vance
Vivian Vance (26 de julio de 1909 - 17 de agosto de 1979) fue una actriz y cantante estadounidense. 

## Biografía

### Primeros años
Su verdadero nombre era Vivian Roberta Jones, nació en Cherryvale, Kansas, siendo Vivian la segunda de los seis hijos de Robert Jones y Euphemia Ragan. Cuando tenía seis años de edad su familia se mudó a Independence, Kansas, donde finalmente empezó sus estudios de arte dramático bajo la tutela de Anna Ingleman y William Motter Inge. Pronto cambió su nombre por el de Vance (por la folclorista Vance Randolph) y se trasladó a Tulsa, Oklahoma, en busca de trabajo como actriz.

### I Love Lucy

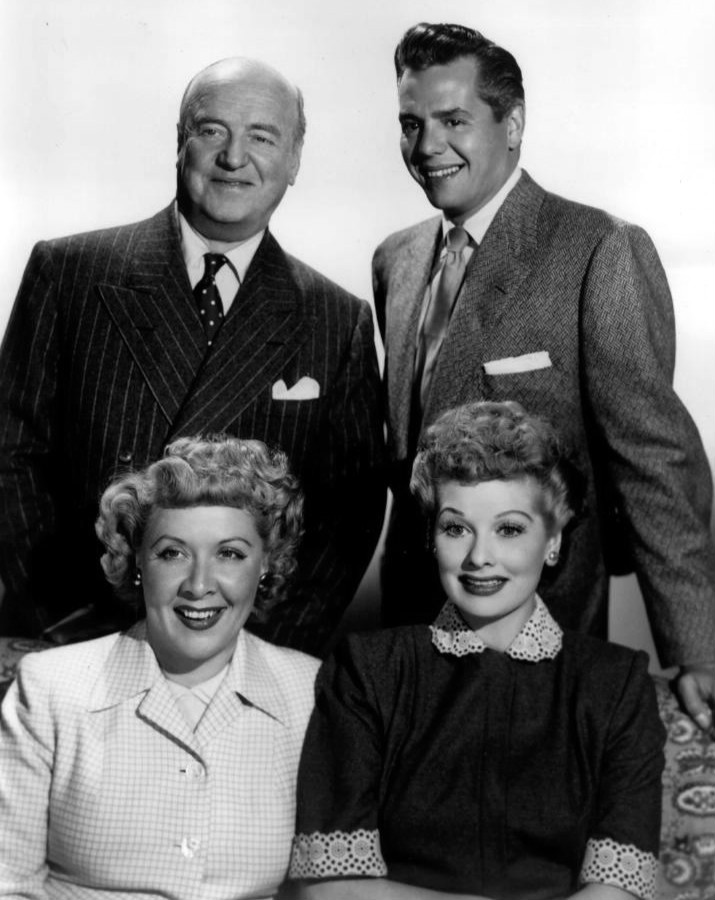
Imagen promocional de I Love Lucy.

Cuando Desi Arnaz y su esposa Lucille Ball elegían el reparto de su nueva serie de TV I Love Lucy en 1951, el director Marc Daniels, que ya había trabajado junto a Vance en producción teatral, sugirió que ella hiciera el papel de Ethel Mertz. Sin embargo, ella no fue la primera elegida, pues Lucille Ball prefería a la actriz Bea Benaderet buena amiga suya. Finalmente, a causa de un compromiso previo, Benaderet declinó interpretar el papel. Arnaz y Daniels, junto con el productor Jess Oppenheimer, vieron a Vance en The Voice of the Turtle, convenciéndose de su idoneidad para interpretar a Ethel Mertz.
En la serie, Vance estaba acompañada por el actor William Frawley, que interpretaba a su marido. Sin embargo, en la vida real la relación entre ambos actores no fue buena. Finalmente, Lucille Ball venció su primera resistencia hacia Vance, y ambas acabaron siendo buenas amigas.
En 1953, Vance se convirtió en la primera actriz en ganar un Emmy a la mejor actriz de reparto en una serie de comedia. Vance recibió el galardón en la ceremonia de los Emmy de febrero de 1954. Fue nominada otras tres veces (1954, 1956 y 1957) antes de finalizar la serie.
En 1957, tras la finalización de I Love Lucy, Vance siguió interpretando a Ethel Mertz en una serie de una hora de duración titulada The Lucy-Desi Comedy Hour. En 1959 se divorció de su tercer marido, Philip Ober, quien supuestamente la maltrataba. Cuando los especiales de Lucy-Desi finalizaron en 1960, Vance y Frawley se encontraron con la oportunidad de protagonizar su propia serie spin off, "Fred and Ethel". Aunque Frawley estaba interesado, Vance declinó hacerla. El programa se actualizó y se emitió con el título de "Guestward Ho", con Joanne Dru como actriz principal.

### The Lucy Show
En 1960 Vance actuó en un episodio piloto para una nueva serie titulada Guestward Ho! El piloto no se vendió, y un año más tarde se casó con el agente literario John Dodds. A pesar de los rumores que afirmaban que Dodds era homosexual o bisexual, el matrimonio duró hasta la muerte de la actriz. La pareja instaló su hogar en Stamford (Connecticut).
En 1962, cuando Lucille Ball planeaba su vuelta a la TV con una nueva serie, pidió a Vance que se sumara al proyecto. Vance aceptó, pero con la condición de vestir de manera más elegante y que su personaje se llamara "Vivian". Actuó en The Lucy Show desde 1962 hasta 1965, interpretando el papel de Vivian Bagley.
El viajar constantemente desde su domicilio en Connecticut a Hollywood suponía un esfuerzo muy importante. Por ello, hacia 1964 ella actuó en solo la mitad de los episodios. El año siguiente, le ofrecieron un nuevo contrato con Desilu Studios, dándole la oportunidad de dirigir. Esto no llegó finalmente a término, al no ponerse de acuerdo sobre su salario. A cambio, hizo varias actuaciones como artista invitada en las restantes temporadas de The Lucy Show.

### Últimos años y fallecimiento
Tras su salida de The Lucy Show, Vance actuó ocasionalmente junto a Lucille Ball en algunos shows y, como artista invitada, también hizo algunas intervenciones en la tercera serie de Ball, Here's Lucy (1968-1974). En 1969 Vance volvió a Broadway y protagonizó la comedia My Daughter, Your Son.
En 1973 a Vance le diagnosticaron un cáncer de mama. El año siguiente se mudó con su marido a Belvedere, California, para poder estar cerca de su hermana. Fue durante este período que Vance hizo el papel de "Maxine", la cual servía café de la marca Maxwell House a trabajadores, en una serie de comerciales. En 1977 Vance sufrió un ictus que la dejó parcialmente paralizada. Su última actuación en TV con Lucille Ball fue en el especial de la CBS Lucy Calls the President, emitido el 21 de noviembre de 1977.
Vivian Vance, que nunca tuvo hijos, falleció en 1979, a los 70 años de edad. Su cuerpo fue incinerado, y las cenizas esparcidas en el mar.
Por su contribución a la industria televisiva, Vance recibió a título póstumo una estrella en el Paseo de la Fama de Hollywood, en el nº 7030 de Hollywood Boulevard.

## Filmografía
- The Secret Fury (1950)
- The Blue Veil (1951)
- I Love Lucy (1953) (no estrenada)
- La carrera del siglo (1965)

## Trabajo televisivo
- I Love Lucy (1951-1957)
- The Lucy-Desi Comedy Hour (1957-1960)
- The Deputy (1959)
- The Lucy Show (1962-1965 — miembro del reparto; 1967 y 1968 — actriz invitada)
- Love, American Style (1969)
- The Front Page (1970)
- Getting Away from It All (1972)
- Here's Lucy (1968, 1969, 1970, 1971 y 1972 — actriz invitada)
- Rhoda (1975)
- The Great Houdini (1976)
- Lucy Calls the President (1977)
- Sam (1978)

## Trabajo teatral
- Music in the Air (1932-1933)
- Anything Goes (1934-1935)
- Red, Hot and Blue (1936-1937)
- Hooray for What! (1937-1938)
- Skylark (1939-1940)
- Out From Under (1940)
- Let's Face It! (1941-1943)
- It Takes Two (1947)
- The Cradle Will Rock (1947-1948)
- My Daughter, Your Son (1969)